# اکرم یاری
اکرم یاری سیاستمدار و سازمان‌دهنده سیاسی مائوئیست‌های افغانستان بود. او بنیان‌گذار سازمان جوانان مترقی، نخستین سازمانی مائوئیستی افغانستان بود که در ۶ اکتبر ۱۹۶۵ در افغانستان آنرا تأسیس کرد.

## زندگی
اکرم یاری در ولسوالی جاغوری واقع در ولایت غزنی افغانستان به دنیا آمد. او تحصیلات ابتدایی را در محل تولد خویش ادامه داد.

سپس به کابل رفت و تحصیلات عالی خود را تمام کرد. وی معلم لیسه عالی خوشحال خان و لیسه عالی محمود طرزی بود.
اکرم یاری در سال ۱۳۴۴ (خورشیدی) سازمان جوانان مترقی افغانستان را تأسیس کرد. خط فکری وی را مارکسیسم، لنینیسم و مائوئیسم تشکل می‌داد و در اواسط سال‌های ۶۰ هم‌زمان با ایجاد «حزب دموکراتیک خلق افغانستان» (وابسته به اتحاد جماهیر شوروی سابق) با همفکرانش سازمان جوانان مترقی افغانستان را تأسیس نمود. رهبری سازمان جوانان مترقی افغانستان را عمدتاً اکرم یاری به عهده داشت و خانواده محمودی و سایرین نیز با وی همگام بودند. به رهبری اکرم یاری، PYO حامیان قوی بین طبقه کارگر و دانشجویان در شهرهای مختلف افغانستان بدست آورد. پسانترها آنها به شعله یی‌ها، بنام نشریه شان «شعله جاوید» در میان مردم مشهور شدند.

## دستگیری و ترور
در ۱۹۷۸ حزب دموکراتیک خلق افغانستان بقدرت رسید، و به زانو درآوردن کادرهای شعله یی‌های را آغاز نمود اکرم یاری در زادگاه خود در جاغوری دستگیر شد، به کابل انتقال داده شد و بعدا توسط حزب دموکراتیک خلق افغانستان کشته شد.